# Siphonalia hirasei
Siphonalia hirasei is een slakkensoort uit de familie van de Buccinidae. De wetenschappelijke naam van de soort is voor het eerst geldig gepubliceerd in 1961 door Kuroda & Habe in Habe.